# نوسوو (استان لوبلین)
نوسوو (به لاتین: Nosów) یک روستا در لهستان است که در گمینا لشنا پودلاسکا واقع شده‌است.